# Cieśnina Peleng
Cieśnina Peleng (indonez. Selat Peleng) – cieśnina w Indonezji; łączy zatokę Tolo z Morzem Moluckim; oddziela wyspy Peleng i Celebes; długość ok. 120 km, szerokość do 20 km. Główne miasto i port: Luwuk. 